# Otolejeunea subana
Otolejeunea subana là một loài Rêu trong họ Lejeuneaceae. Loài này được Pocs mô tả khoa học đầu tiên năm 2004.